# Demokratische Partei Turkmenistans
Die Demokratische Partei Turkmenistans (turkmenisch Türkmenistanyň Demokratik partiýasy, TDP), kurz DPT, ist die größte Partei in Turkmenistan und als diktatorisch herrschende Staatspartei die wichtigste politische Kraft des Landes.
Sie stellt den jetzigen Staatschef Turkmenistans Serdar Berdimuhamedow. Die Partei gewann bei den letzten Parlamentswahlen im Jahre 2023 65 der 125 Sitze im Mejlis und alle Sitze im Halk Maslahaty (Volksrat).

## Inhaltliches Profil
Mit der Ausnahme, dass die Kommunistische Partei der Turkmenischen Sozialistischen Sowjetrepublik in Demokratische Partei Turkmenistans umbenannt wurde, kam es innerhalb der Partei zu keiner Demokratisierung.
Die Parteiführer der Demokratischen Partei blieben auch nach der Unabhängigkeit Turkmenistans die politische Führung der Partei, sind aber momentan nationalistisch ausgerichtet und nicht, wie früher, kommunistisch. Die Partei gilt inhaltlich lediglich als Präsidentenpartei und ist daher trotz des Namens als autoritär einzustufen.

## Geschichte

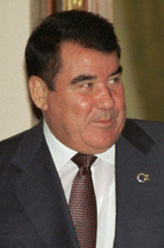
Ehemaliger Vorsitzender der Demokratischen Partei und langjähriger Diktator Turkmenistans: Saparmyrat Nyýazow

Die Demokratische Partei Turkmenistans entstand aus der Kommunistischen Partei der Turkmenischen Sozialistischen Sowjetrepublik. Nach dem gescheiterten Moskauer Augustputsch von 1991 löste Saparmyrat Nyýazow die KP im nun unabhängigen Turkmenistan auf und gründete an ihrer Stelle und unter seiner Führung die Demokratische Partei. Deren Vorsitzender wurde Nyýazow. Bei der Parlamentswahl in Turkmenistan 1994 erhielt die Demokratische Partei Turkmenistans nahezu alle landesweit abgegebenen Stimmen und stellte somit alle 50 Abgeordneten im neu eingerichteten Parlament Turkmenistans. Bei den nächsten Parlamentswahl in Turkmenistan 1999 konnte die Demokratische Partei erneut alle Delegierten im Parlament stellen.
Ab Anfang 2006 war sie die einzige erlaubte Partei in Turkmenistan, die einzige (scheinbare) Oppositionspartei Bäuerliche Gerechtigkeitspartei wurde verboten. Turkmenistan wurde so zum Einparteienstaat. Obwohl die neue turkmenische Verfassung vom September 2008 Parteigründungen erlaubte, blieb die DP lange Zeit die einzige politische Partei. Mittlerweile sind im Lande mehrere Parteien, die auch zu Wahlen kandidieren, zugelassen. Allerdings bildet keine dieser Parteien eine echte Opposition zur DPT und dem autoritären Staatspräsidenten.

## Wahlen
Ergebnisse für die Demokratische Partei aus den Wahlen von 1990 bis 2023:
| Jahr | Wahlen    | Prozent | Wahlbeteiligung |
| ---- | --------- | ------- | --------------- |
| 1990 | Präsident | 98 %    | 96,6 %          |
| 1990 | Parlament | 100 %   | 93,6 %          |
| 1992 | Präsident | 99 %    | 99,8 %          |
| 1994 | Parlament | 100 %   | 99,8 %          |
| 1999 | Parlament | 100 %   | 99,6 %          |
| 2004 | Parlament | 97 %    | 100 %           |
| 2007 | Präsident | 89 %    | 99 %            |
| 2008 | Parlament | ≈90 %   | 94 %            |
| 2012 | Präsident | 97 %    | 96,7 %          |
| 2013 | Parlament | 38 %    |                 |
| 2017 | Präsident | 98 %    | 97,29 %         |
| 2018 | Parlament | 44 %    |                 |
| 2022 | Präsident | 73 %    | 97,17 %         |
| 2023 | Parlament | 52 %    | 91,12 %         |

## Vorsitzende
| Nr.          | Bild         | Name                                     | Von               | Bis               | Anmerkungen |
| Vorsitzender | Vorsitzender | Vorsitzender                             | Vorsitzender      | Vorsitzender      | Vorsitzender |
| ------------ | ------------ | ---------------------------------------- | ----------------- | ----------------- | --- |
| 1            |              | Saparmyrat Nyýazow (1940–2006)           | 16. Dezember 1991 | 21. Dezember 2006 | gleichzeitig Staatspräsident; verstarb im Amt                                                                           |
| 2            |              | Gurbanguly Berdimuhamedow (geboren 1957) | 4. August 2007    | 18. August 2013   | gleichzeitig Staatspräsident Turkmenistans; kommissarischer Parteivorsitzender von 21. Dezember 2006 bis 4. August 2007 |
| 3            |              | Kasymguly Babaev (geboren 1966)          | 18. August 2013   | 3. April 2018     | |
| 4            |              | Ata Serdarov (geboren 1964)              | 3. April 2018     | amtierend         | |

Seit dem Rücktritt Gurbanguly Berdimuhamedows als Parteivorsitzendem – während er im Amte des Staatspräsidenten verblieb – gibt es keine Personalunion zwischen Parteivorsitzendem und Staatspräsidenten mehr.